# Michel Stahl
Pour les articles homonymes, voir Stahl.
Michel Stahl est un pasteur et résistant français, né le 1er juin 1914 à Grenoble (Isère) et mort le 30 septembre 1989, à Aimargues.

## Biographie
Michel Stahl naît à Grenoble, où son père est médecin. Il fait des études de théologie protestante, puis il fait son service militaire dans les chasseurs alpins en 1937. Il est mobilisé en 1939. Il combat en Norvège, puis rejoint Londres et la France libre en juin 1940. Affecté au bataillon de chasseurs de Camberley, il part ensuite en Syrie en 1942. Il participe à la campagne de Libye avec le bataillon de marche n° 3 puis à la bataille d'El Alamein en octobre avec la 21e compagnie nord-africaine. Blessé en Égypte le 5 avril 1943, il ne peut rejoindre son unité que le 12 juin, en Tripolitaine. Adjoint au commandant de la compagnie antichar no 2 (2e brigade FFL), il combat en Italie début 1944, puis en France, de Toulon à Belfort.
Il est compagnon de la Libération (décret du 7 août 1945), chevalier de la Légion d'honneur, Croix de Guerre 1939-1945 (3 citations), Médaille de la Résistance avec rosette et Croix de guerre (Norvège).
Après la guerre, il est pasteur de l'Église réformée de France, à Bordeaux (1948-1962) puis à Mulhouse (1962-1981).
Il meurt en 1989 et est inhumé au cimetière d'Aimargues.

### Vie personnelle
Il est l'époux de Lucile Richard-Molard, morte en 2008 à Die.
Sa sœur Geneviève Delattre (de) devint critique littéraire et épousa Pierre Delattre.

## Distinctions
- Croix de guerre 1939–1945
- Croix de guerre norvégienne
- Médaille de la Résistance française
- Chevalier de la Légion d'honneur
- Compagnon de la Libération (1945)